# Байтер, Райнер
Ра́йнер Ба́йтер (нем. Rainer Beiter; род. 18 июля 1978) — немецкий кёрлингист.
В составе мужской сборной Германии участник чемпионата мира 2003. Чемпион Германии среди мужчин (2003).

## Достижения
- Чемпионат Германии по кёрлингу среди мужчин: золото (2003), серебро (2001), бронза (2004).

## Команды
| Сезон   | Четвёртый    | Третий        | Второй            | Первый            | Запасной                                 | Турниры                      |
| ------- | ------------ | ------------- | ----------------- | ----------------- | ---------------------------------------- | ---------------------------- |
| 1998—99 | Андреас Ланг | Райнер Байтер | Себастьян Швейцер | Стефан Клайбер    | Йорг Энгессер                            | ЧМЮ 1999 (6 место)           |
| 2000—01 | Андреас Ланг | Ричард Кук    | Райнер Байтер     | Себастьян Швейцер | Йорг Энгессер                            | ЧГМ 2001                     |
| 2002—03 | Андреас Ланг | Райнер Байтер | Юрген Бек         | Себастьян Швейцер | Йорг Энгессер тренер: Дик Хендерсон (ЧМ) | ЧГМ 2003 · ЧМ 2003 (9 место) |
| 2003—04 | Андреас Ланг | Райнер Байтер | Себастьян Швейцер | Йорг Энгессер     |                                          | ЧГМ 2004                     |

(скипы выделены полужирным шрифтом)